# Мозаик
Мозаик је сликарска техника украшивања зидова, подова, сводова и купола орнаменталним или фигуралним композицијама састављенима од разнобојних коцкица квадратног или неправилног облика од камена, глазиране керамике, стакла, цигле, седефа, метала или пластике. Ове коцкице (такозване тесаре, лат. tesserae) се, у складу са претходно сачињеним нацртом, утискују у још свеж малтер, гит или цемент, а када се подлога стврдне, мозаик се полира и бруси, што доприноси чврстоћи и трајности дела. У техници мозаика, осим зидних слика, израђују се и иконе, накит, обредне маске.
У Србији се од 2016. године одржава културна манифестација Београдски фестивал мозаика.

## Историјски развој мозаика
Најстарији познати мозаици датирају још из 8. века пре нове ере, из Месопотамије, одакле су се преко Сирије и Мале Азије ширили на Запад, где се ова техника развила у Грчкој у доба хеленизма, а затим и у римској уметности.
Најстарији мозаици у боји од глинених лоптица пронађени су у Вавилону и потичу из 4. века п. н. е. У 5. веку п. н. е. у Грчкој су израђивани мозаици од белих и црних облутака. Мозаици у боји који су могли да имитирају илузионизам и светлосне ефекте појављују се у доба хеленизма.
У антици су биле познате две технике израдбе мозаика: opus tessellatum (техника слагања коцкица неједнаке величине) и opus vermiculatum (техника слагања коцкица исте величине).
Значајно изражајно средство мозаици су били у римској уметности и то пре свега подни мозаици. Подни мозаик (грчки: λιϑόστρωτον, латински: pavimentum) израђивао се претежно од камених коцкица, а зидни мозаик од стаклених. Инкрустирање (украшавање спољних и унутрашњих зидова плочама од скупоцених материјала) скупоцјенога мермера и разнобојног камења назива се венецијански мозаик, а израђивао се нарочито у доба ренесансе и барока.
Пуни процват мозаик је доживео у ранохришћанској и византијској уметности. Употребом златних плочица мозаици су добили нови карактер и пре свега се користе за украшавање таваница и зидова. Са превазилажењем Maniera greca у периоду тречента опада и интересовање за мозаике. Тек је југендстил донео привремено оживљавање интересовања за мозаик. Осим у сакралном простору у 20. веку уметност мозаика је играла значајнију улогу у социјалистичком реализму и мурализму.

### Грчки и Римски
Шљунковити мозаици из бронзаног доба пронађени су у Тиринту; мозаици из 4. века пре нове ере налазе се у македонској палати-граду Ајга, а мозаик Лепота Драча из 4. века пре нове ере откривен у Драчу, Албанија 1916, рани је фигурални пример; грчки фигурални стил се углавном формирао у 3. веку пре нове ере. Митолошки предмети или призори лова или других потрага за богатима били су популарни као средишта већег геометријског дизајна, са снажно наглашеним границама. Плиније Старији помиње уметника Соса Пергамона по имену описујући његове мозаике хране која је остала на поду након гозбе и групе голубова који пију из чиније. Обе ове теме биле су нашироко копиране.
Грчки фигурални мозаици могли су се копирати или прилагодити сликама, далеко престижнијој уметничкој форми, а стил су Римљани са одушевљењем усвојили тако да су велики подни мозаици обогатили подове хеленистичких вила и римских станова од Британије до Дуре Еуропоса.
Већина забележених имена римских радника у мозаику су Грци, што сугерише да су доминирали висококвалитетним радом широм царства; нема сумње да су већином обичне занатлије били робови. Сјајни подови од мозаика налазе се у римским вилама широм Северне Африке, на местима као што је Картагина, и још увек се могу видети у великој збирци у Бардо музеју у граду Тунису, Тунис.
У грчко-римском мозаику постојале су две главне технике: опус вермикулатум користио је ситне тесере, типично коцке од 4 милиметра или мање, а производио се у радионицама у релативно малим плочама које су транспортоване на место залепљене на привремени носач. Мале тесере дозвољавале су врло фине детаље и приближавале се илузионизму сликања. Често су мале плоче зване амблемати биле уметнуте у зидове или као истицање већих подних мозаика у грубљем раду. Нормална техника била је опус теселатум, коришћењем већих тесера, који су полагани на лицу места. Постојао је изразит домаћи италијански стил који је користио црну боју на белој позадини, што је без сумње било јефтиније од потпуно обојених радова.
У Риму су Нерон и његови архитекти користили мозаике за покривање неких површина зидова и плафона у Domus Aurea, изграђеном 64. године нове ере, а зидни мозаици се такође налазе у Помпејима и суседним локацијама. Међутим, чини се да су тек у хришћанско доба фигурални зидни мозаици постали главни облик уметничког изражавања. Римска црква Санта Костанца, која је служила као маузолеј за једну или више царских породица, има и религијски мозаик и украсне мозаике са световном таваницом на округлом своду, који вероватно представљају стил тадашњег украшавања палате.
Мозаици виле Романа дел Казале у близини Пјаца Армерина на Сицилији највећа су збирка касноримских мозаика ин ситу на свету и заштићени су као Унесково место светске баштине. Велика вила рустика, која је вероватно била у власништву цара Максимијана, изграђена је углавном у раном 4. веку. Мозаици су били прекривени и заштићени 700 година клизиштем које се догодило у 12. веку. Најважнији комади су Циркусна сцена, Велика ловачка сцена дуга 64 m, Мали лов, Херкулови напори и познате Девојке у бикинију, које приказују жене које се баве разним спортским активностима у одећи која подсећа на бикини 20. века. Перистил, царски станови и терме такође су били украшени украсним и митолошким мозаицима. Други важни примери римске мозаичке уметности на Сицилији пронађени су на Пјаца Виторији у Палерму, где су откривене две куће. Најважније сцене које су тамо приказане су Орфејев мозаик, Лов Александра Великог и Четири годишња доба.
Године 1913, у либијском граду Злитену откривен је Злитенски мозаик, римски мозаик познат по многим сценама са гладијаторских такмичења, лова и свакодневног живота. Године 2000, археолози који су радили у Лептис Магни, Либија, открили су пет шарених мозаика дужине 30 стопа насталих током 1. или 2. века нове ере. Ти мозаици приказују ратника у борби са јеленом, четворицу младића који се рву са дивљим биком на тлу и гладијатора који почива у стању сусталости, зурећи у свог убијеног противника. Мозаици су украшавали зидове хладног базена у купатилу у римској вили. Мозаик гладијатора научници сматрају једним од најбољих примера мозаичке уметности икада виђеног - „ремекделом које је упоредиво по квалитету са Александровим мозаиком у Помпејима”.
Специфичан жанр римског мозаика назван је асаротон (грчки за „неочишћен под”). Он је приказује је у стилу тромп лој остатке гозбе на подовима богатих кућа.
- (Археолошки музеј Газијантеп)(Зеугма)
- Хеленистички грчки мозаик који приказује бога Диониса као крилатог дeмона који јаше на тигру, из Дионисове куће у Делосу у јужном Егејском региону у Грчкој, крајем 2. века пре нове ере
- Хеленистички грчки мозаик нимфе која јаше на морском створењу, из Палате Великог мајстора витезова са Родоса, Грчка, 2. век пре нове ере
- Мозаик кентаура пронађен је у 18. веку на месту комплекса вила у близини Тиволија који је некада припадао вили римског цара Хадријана, Хадријанова вила  у Тиволију у Италији. Музеј Алтес, Берлин
- Римски мозаик Одисеја, из Картагине, 2. век нове ере, сада у музеју Бардо, Тунис
- Cave canem мозаици ('Чувај се пса') били су популаран мотив за прагове римских вила
- Мали део Великог тротоара, римског мозаика постављеног 325. године нове ере у Вудчестеру, Глостершир, Енглеска
- Злитенски мозаик који приказује гладијаторе, 2. век
- Римски мозаик пронађен у Калва Атребатума (Силчестер)
- Римски мозаик који приказује венчање Диониса и Аријадне, са Силеном и сатиром, 2. век, град Тунис, Тунис
- Мозаик који приказује Медузу и репрезентативне фигуре четири годишња доба, из Паленције, Шпанија, настао између 167. и 200. године
- Вила Романа дел Казале у Пјаца Армерину, 4. век
- Касноримски мозаици у Вили Романа Ла Олмеда, Шпанија, 4.-5. век
- Детаљ принцезе од Скироса (са веће сцене Илијаде која приказује њу и друге принцезе како се мрште на Ахила док Одисеј гледа), из виле Ла Олмеда, Шпанија, 4.-5. век нове ере
- Парисов суд, мермер, кречњак и стаклене тесере, 115-150. из триклинијума Атриум куће у Антиохији на Оронту
- Тријумф Посејдона и Амфитрите који приказује пар in procession|у поворци, детаљ мозаика из Цирте, Римска Африка, 315–325, Лувр
- Орфејев мозаик из Каралиса, савремени Каљари (Италија), сада у Археолошком музеју у Торину
- Фрагменти мозаика,Музеј Херцеговине, Требиње
- Римски мозаик, Феликс Ромулијана
- део флоралног подног мозаика са налазишта Ромулијана
- Детаљ мозаика из Ромулијане, 3. век